# Финфштетен
Финфштетен (њем. Fünfstetten) општина је у њемачкој савезној држави Баварска. Једно је од 43 општинска средишта округа Донау-Рис. Према процјени из 2010. у општини је живјело 1.362 становника. Посједује регионалну шифру (AGS) 9779148.

## Географски и демографски подаци
Финфштетен се налази у савезној држави Баварска у округу Донау-Рис. Општина се налази на надморској висини од 480 метара. Површина општине износи 26,7 km². У самом мјесту је, према процјени из 2010. године, живјело 1.362 становника. Просјечна густина становништва износи 51 становника/km².